# Manuela Kamosi
Manuela Barbara Kamosi Moaso Djogi (Kinshasa, 26 januari 1972), beter bekend als Ya Kid K, is een Congolees-Belgische artieste. Ze werd bekend als zangeres van Technotronic.

## Biografie
Manuela Kamosi verhuisde - samen met haar familie - op elfjarige leeftijd van Zaïre (het huidige Congo) naar België. Ze is de (oudere) zus van Karoline Kamosi, alias Leki.
Later verhuisde ze tijdelijk naar de Verenigde Staten, waar ze onder meer een tijdlang in Chicago en Dallas woonde. Hier kwam ze in aanraking met hiphop en acid house. Na haar terugkeer naar België richtte ze aldaar mee het hiphop-label Fresh Beat Productions op.
Omstreeks 1989 werd ze door Jo Bogaert gevraagd voor diens muziekproject Hi Tek 3 en samen namen ze de single Spin That Wheel (Turtles Get Real) op. Dit nummer werd gebruikt voor de soundtrack van de film Teenage Mutant Ninja Turtles ('90). Hoewel het voor Hi Tek 3 bij die ene single bleef, zette Bogaert en Kamosi de samenwerking verder in een nieuw project dat de naam Technotronic meekreeg.
Dit project bleek een schot in de roos en het Technotronic-debuut Pump Up the Jam ('89) groeide uit tot de op een na meest succesvolle Belgische single aller tijden. Het nummer werd in bijna de ganse wereld een nummer 1-hit, wat resulteerde in een verkoopssucces van 3,5 miljoen verkochte exemplaren. Hoewel het lied ingezongen werd door Ya Kid K, werd het op podia gebracht door Felly Killingi. Datzelfde jaar verscheen het gelijknamige album en nog drie andere singles, met name Get Up, This Beat Is Technotronic en Megamix. Deze konden echter niet de gigantische verkoopsucces van Pump Up the Jam evenaren. In 1990 verschenen er een tweede Technotronic-album Trip On This genaamd.
Kort na de release van de single Rockin' Over the Beat trouwde ze met MC Eric die meewerkte aan het nummer This Beat is Technotronic. Ze verliet de groep en kreeg een kind. In 1992 bracht ze onder eigen naam het album One World Nation (The Kids Shall Overcome) uit. Dit album wordt gekenmerkt door de vele verschillende muzikale stijlen, veelal vocaal.
In 1995 werd een nieuw (en tevens het laatste) Technotronic-album Recall uitgebracht, met opnieuw Ya Kid K achter de microfoon. De single Move This van dit album groeide uit tot een hit en klom in de Amerikaanse Billboard-charts op tot nummer 6. Het nummer werd gebruikt in een reclame van Revlon. In het nummer Are You Ready van datzelfde album zong ze samen met Daisy Dee, die eerder een cover had uitbracht van This Beat is Technotronic met MC B.
Een jaar later ('96) bracht Ya Kid K de single Rock My World uit en weer een jaar later werkte ze mee aan 2 Skinnee J's versie van Pump Up the Jam dat werd uitgebracht onder de titel BBQ.  Deze versie werd voorzien van een nieuwe tekst, met als refrein Pump up the gas grill. In 2000 was ze opnieuw te horen op de Technotronic-single The Mariachi en in 2002 bracht ze de single Take a Trip uit bij Semini Records. In 2005 ten slotte was ze te horen op het debuutalbum Public Warning van Lady Sovereign tijdens het nummer Those were the days.

## Discografie

### Album
- 1989: Pump Up The Jam (Technotronic)
- 1990: Trip On This (Technotronic)
- 1992: One World Nation
- 1995: Recall (Technotronic)
- 2014: Stalled Constructions

### Singles
- 1989: Pump Up The Jam (Technotronic feat. Felly)
- 1990: Spin That Wheel (Hi Tek 3 feat. Ya Kid K)
- 1990: Get up (Technotronic feat. Ya Kid K)
- 1990: Rockin’ Over The Beat (Technotronic feat. Ya Kid K)
- 1991: Awesome
- 1992: Move This (Technotronic feat. Ya Kid K)
- 1992: That Man
- 1992: Let This Housebeat Drop
- 1993: Hey Yoh Here We Go (Technotronic feat. Ya Kid K)
- 1994: One + One (Technotronic feat. Ya Kid K)
- 1995: Move It To The Rhythm (Technotronic feat. Ya Kid K)
- 1995: Recall (Technotronic feat. Ya Kid K)
- 1995: I Want You By My Side (Technotronic feat. Ya Kid K & Black Diamond)
- 1995: Shake That Body (Robi Robs Clubworld & Ya Kid K)
- 1995: Make That Money (Robi Rob's Clubworld feat. Ya Kid K)
- 1996: Everybody Dance (C&C Music Factory feat. Ya Kid K)
- 1998: Rock My World
- 2000: Take Me Back (Unreleased)
- 2001: Take A Trip
- 2001: Mary Go Round (DAAU feat. Ya Kid K)
- 2001: Teveel[bron?] MC’s (ABN feat. Ya Kid K)
- 2004: Love Dem Man (Unreleased)
- 2005: Ready (Skeemz feat. Ya Kid K)
- 2006: Shady (Skeemz feat. Ya Kid K)
- 2008: Citizen Of The Planet (Syndicate of L.A.W. feat. Ya Kid K)
- 2008: Jump On It (Syndicate Of L.A.W. feat. Ya Kid K)
- 2010: Ouh Ouh (Syndicate Of L.A.W. feat. Ya Kid K)
- 2011: Do U C Me Standing
- 2011: Tell Me
- 2011: Comes Love (BARONIC ARTS feat. Ya Kid K)
- 2014: Moja Mbili Tatu (Maviic feat. Ya Kid K)

- Biblioteca Nacional de España: XX1616394
- Gemeinsame Normdatei: 135491762
- International Standard Name Identifier: 0000 0001 1878 5385
- Nationale Bibliotheek van Letland: 000053581
- MusicBrainz: b2fbcd3f-f460-43e2-95c9-6f808d1012cd
- Nationale en Universitaire bibliotheek Zagreb: 000714101
- Virtual International Authority File: 80219946
- WorldCat: E39PBJtX43gHdMxj6cpk7FpXVC